# Coldplay
Coldplay ([ˈkəʊldpleɪ]) — британская рок-группа, созданная в Лондоне в 1998 году. Её состав никогда не менялся и с момента основания в неё входят вокалист, ритм-гитарист и клавишник Крис Мартин, соло-гитарист Джонни Бакленд, басист Гай Берримен, ударник Уилл Чемпион. Также в состав входит творческий директор Фил Харви. Стиль Coldplay принято делить на две эпохи: эпоху альтернативного рока и пост-брит-попа (1998-2009, 2019) и эпоху поп-рока и поп-музыки (2010 — н. в., кроме 2019). Группа известна своими неожиданными и нестабильными переменами в звучании и нетипичным поп-поведением для рок-музыкантов.
Все четыре участника познакомились в Лондонском университете и в девяностых годах начали вместе сочинять музыку, первоначально назвав свой квартет Starfish. После переименования они выпустили мини-альбом Safety и подписали контракт с крупным лейблом Parlophone. Дебютный альбом группы Parachutes  неожиданно приобрёл огромную популярность в Великобритании, а второй альбом A Rush of Blood to the Head стал десятикратно платиновым и сделал их известными на весь мир, повысив позиции в хит-парадах и заполучив массовое признание. Последующие два альбома X&Y и Viva la Vida or Death and All His Friends не смогли побить успех предыдущего диска, но всё равно были большими хитами, возглавив хит-парады более тридцати стран и став самыми продаваемыми в годы выпуска.
После выпуска четвёртого альбома, будущее Coldplay находилось под вопросом и начала появляться возможность о распаде группы. Но в 2011 году участники представили новый альбом Mylo Xyloto, где преобладало характерное поп-музыкальное звучание. Затем квартет выпустил ещё четыре альбома, в которых участники максимально разнообразили жанры — от электроники до экспериментального рока: Ghost Stories, A Head Full of Dreams, Everyday Life и Music of the Spheres, и, последний на данный момент, Moon Music.
Продав более ста миллионов альбомов по всему миру, Coldplay являются одной из самых продаваемых музыкальных групп всех времён. Её туры становятся самыми кассовыми в мире, количество номинаций и наград бьют рекорды, их песни и альбомы поднимаются на верхушки международных хит-парадов. Coldplay считаются одной из самых влиятельных групп двадцать первого века и одним из важнейших представителей альтернативного рока. Coldplay является одним из наиболее хитовых коллективов на российском радио Европа Плюс. В декабре 2012 года портал Last.fm назвал Coldplay лучшим исполнителем скробблинга за 10 лет. Зал славы рок-н-ролла включил A Rush of Blood to the Head в свой список «200 окончательных альбомов», а сингл «Yellow» стал частью его выставки «Песни, сформировавшие рок-н-ролл» как один из самых успешных и важных записей в музыкальной индустрии.

## История

### Формирование группы и первые годы её существования (1996—1999 года)
Окончательное изменение имени произошло благодаря близкому другу и однокурснику UCL Тиму Кромптону. Тим собирал группу старых одноклассников (позже названную Bettina Motive). Убивая время в ожидании фургона для отсроченных переездов, он обдумывал название после того, как нашёл копию книги Филипа Хорки «Детские размышления, холодная игра» (англ. Child's Reflections, Cold Play). У Тима был список потенциальных названий групп, но «Cold Play» быстро отвергли; будущим товарищам по группе оно не понравилось, поэтому они отказались от него. Окончательным названием для коллектива стал называться «Starfish».
Крис Мартин и Джонни Баклэнд впервые встретились во время ознакомительной недели в Университетском колледже Лондона в сентябре 1996 года. Пара начала вместе писать свои первые песни в начале 1997 года и репетировать каждую ночь. Гай Берримен стал третьим участником, присоединившимся к группе в последующие месяцы, и к ноябрю они записали несколько демо-версий без барабанщика, назвав себя Big Fat Noises. В 1998 году состав дополнил Уилл Чемпион. Он объяснил, что Мартин, Бакленд и Берриман пришли к нему домой, потому что у соседа по комнате была ударная установка, и он был хорошим барабанщиком, но он не появился, «поэтому я просто сказал, что попробую».
Уиллу Чемпиону предлагалось занять в группе место ударника. Но, будучи музыкально одарённым человеком и умея играть на клавишных, акустической и бас-гитарах, Чемпион никогда не садился за ударную установку, однако навыками ударника он овладел достаточно быстро. Ещё одним участником группы мог стать Тим Райс-Оксли, с которым Крис Мартин познакомился в колледже и пригласил в группу в качестве клавишника, однако Райс-Оксли отказался от участия, так как у него уже была своя группа Keane, где он играет и по сей день.
Сперва Мартин, Бакленд, Чемпион и Берримен выступали под названием «Starfish». Название же Coldplay взято из собрания поэм Филлипа Хорки (Phillip Horky), которое называется Child’s Reflections, Cold Play.
18 мая 1998 года группа собственными силами выпустила мини-альбом Safety. Большая часть копий диска были посланы на различные лейблы и розданы друзьям группы, и только 50 копий были предназначены для продажи. В декабре 1998 года группу пригласили записываться на лейбл Fierce Panda, на котором в четырёхдневный срок был записан следующий мини-альбом группы, носящий название Brothers & Sisters. Релиз альбома, вышедшего тиражом в 2500 копий, состоялся в апреле 1999 года. Песни с этого диска сразу стали популярными на британской радиостанции Radio 1.
После сдачи выпускных экзаменов в колледже группа заключила контракт с лейблом Parlophone. А после успеха на музыкальном фестивале Гластонбери (Glastonbury) Coldplay отправились работать над новым альбомом. И вскоре, тиражом в 5000 копий, вышел их следующий мини-альбом The Blue Room.

### Parachutes (2000—2001)
В ноябре 1999 года Coldplay приступили к записи дебютного студийного альбома. Первый вышедший сингл «Shiver» занял 35 место в британском хит-параде синглов «Top 40», кроме того эта песня стала дебютом Coldplay на MTV. Июнь 2000 года стал переломной датой в истории группы. Группа торжественно вернулась на фестиваль Гластонбери (Glastonbury), а чуть позже с ошеломляющим успехом вышел сингл «Yellow», занявший четвёртое место в хит-параде синглов Соединённого Королевства.
Релиз первого студийного альбома Parachutes состоялся в июле 2000 года. Альбом вырвался на первое место хит-парада альбомов Соединённого Королевства, но группа была отчасти раскритикована за сходство с альбомами The Bends и OK Computer группы Radiohead.
Имея успех в Европе, группа решила укрепить свои позиции в Америке. В США альбом Parachutes был выпущен в ноябре 2000 года. Группа решила выступить в турне по клубам Америки, начав его в Ванкувере в начале 2001 года. Coldplay также выступили во многих телевизионных шоу на каналах в США. В конце концов альбом удостоился статуса «дважды платинового» и завоевал награды Grammy в 2002 году в номинации «Лучший музыкальный альбом в жанре альтернативного рока».

### A Rush of Blood to the Head (2002—2004)
Coldplay вернулись в студию в октябре 2001 года и приступили к записи второго студийного альбома, A Rush of Blood to the Head. Релиз альбома состоялся в августе 2002 года.
Первая песня этого альбома, «Politik», была написана Крисом после терактов 11 сентября в Нью-Йорке и Вашингтоне. 
Во время своего тура A Rush of Blood to the Head Tour, продолжавшегося с июня 2002 по сентябрь 2003 года, группа посетила с концертами пять континентов и стала одними из хедлайнеров фестивалей Гластонбери, V2003 и Rock Werchter. Во время концертов группа записала Live 2003, куда вошёл DVD с выступлением группы на концертах тура в Австралии, а также аудиоверсия этого выступления на CD. Релиз включает «живую» версию песни «Moses», которая не была издана ни до, ни после этого.
В декабре 2003 года журнал Rolling Stone присудил Coldplay приз как лучшей группе 2003 года. Журнал поместил A Rush of Blood to the Head на 473 место в рейтинге 500 лучших альбомов всех времён. В этом же году альбом получил две награды Grammy, а в 2004 в номинации «Запись года» приз получила песня «Clocks».

### X&Y (2005—2007)
В процессе записи группа решила сменить своего постоянного продюсера Кена Нельсона, пригласив на его место Дентона Саппла (Danton Supple). Третий альбом группы, X&Y, вышел 6 июня 2005 года. До конца года было продано 8,3 миллиона копий, альбом стал самым продаваемым альбомом лейбла EMI в 2005 году. Альбом сразу возглавил первые места в хит-парадах альбомов в 28 странах мира, и стал третьим быстро продаваемым альбом за всю историю британских хит-парадов. X&Y получил преимущественно положительные отзывы критиков, хотя некоторые издания критиковали группу за вторичность.
Первый сингл с альбома «Speed of Sound»
, впервые прозвучавший на радио 18 апреля, был выпущен на CD 23 мая 2005 года.
Второй сингл, «Fix You», был выпущен в августе, за ним последовал «Talk» — в декабре 2005 года и «The Hardest Part» — в марте 2006 года. И последним с X&Y был выпущен сингл «What If?»
В июне 2005 года Coldplay снова отправились в тур, который они назвали Twisted Logic. Начав давать концерты в 2005 году, группа продолжила турне американской частью, начав в январе в Сиэтле, и закончив в апреле в Филадельфии. В третьей части турне, начавшейся летом 2006 года, группа посетила Австралию и Восточную Азию. Зимой 2006—2007 года группа посетила с концертами страны Южной Америки.
Coldplay принимали участие в музыкальных фестивалях, таких как Гластонбери, Austin City Limits, Коачелла.
Группа выступила в лондонском Гайд-парке во время прокатившегося по миру Live 8.
В феврале 2006 года Coldplay получили две награды в церемонии Brit Awards в номинациях «Лучший альбом» и «Лучший сингл».

### Viva la Vida or Death and All His Friends (2008—2010)
В октябре 2006 года группа начала работу над четвёртым студийным альбомом Viva la Vida or Death and All His Friends. Продюсерами этого альбома стали Маркус Дравс и легендарный Брайан Ино. Условием Ино было расширение группой своей музыкальной палитры и придание каждому треку уникального звучания. Первыми синглами с альбома стали «Violet Hill» и «Viva la Vida» — название последней (и всему альбому) дал натюрморт мексиканской художницы Фриды Кало. 
15 июня 2008 года Viva la Vida or Death and All His Friends возглавил британский хит-парад. За первые три дня продаж было продано 302 000 копий; альбом был назван BBC «одной из самых быстропродаваемых записей в истории Соединённого Королевства»..
4 декабря музыкант Джо Сатриани подал иск в суд на Coldplay, обвинив в нарушении авторских прав (заимствование гитарного риффа его композиции «If I Could Fly» для «Viva la Vida»). На заявление о схожести мелодий Coldplay ответили, что это простое совпадение. В итоге иск был отклонён с условием внесудебного урегулирования спора.
Крис Мартин заявил о том, что внутри коллектива после возвращения из тура в поддержку альбома сложились натянутые отношения и, возможно, альбом Viva la Vida or Death and All His Friends станет последним в их дискографии.

### Mylo Xyloto (2011—2013)
В интервью 13 января 2011 года Coldplay упомянули о двух новых песнях, которые будут включены на их предстоящий пятый альбом: Princess of China и Every Teardrop Is a Waterfall. 31 мая коллектив объявил, что Every Teardrop Is a Waterfall издаётся первым синглом с альбома, который группа нарекла Mylo Xyloto. Выпуск Mylo Xyloto запланирован на 24 октября. Практически все песни, объявленные в официальном треклисте к нему, были отыграны на различных фестивалях.
12 сентября был выпущен второй сингл с альбома, Paradise.
Обложкой Mylo Xyloto стали несколько граффити, соединенные в одно, на котором была надпись «Mylo Xyloto».
Синглы, выпущенные с Mylo Xyloto, имели по одному граффити на обложке, на котором находится название сингла.

### Ghost Stories(2014—2015)
Работая над новым альбомом, Coldplay развивали идею «упрощённого, более акустического альбома» (начатую ими ещё в 2011 году), желая создать запись со звучанием, отличным от Mylo Xyloto. По словам Уилла Чемпиона, слушатель «избежит напыщенности и раздутости, мы будем тщательно придерживаться этого пути». Оформлением альбома занималась чешская офортистка Мила Фюрстова; центральной темой её работ является мифология.
25 февраля 2014 года группа представила промосингл с шестого студийного альбома — «Midnight». Новый альбом Ghost Stories был выпущен 16 мая 2014 года в Европе и 19 мая в Северной Америке. В поддержку Ghost Stories было выпущено пять синглов; наиболее успешным из них стала песня «A Sky Full of Stars», написанная совместно с Авичи. В ноябре 2014 года вышел концертный фильм Ghost Stories Live 2014, получивший номинацию «Грэмми» на лучший музыкальный фильм
Критики обратили внимание на деликатность и мягкость альбома, оттенившие «фирменную грандиозность» группы, хотя часть из них отметила отсутствие в композициях достаточного «направления и энергии», чтобы воспринимать запись как «выдающуюся».

### A Head Full of Dreams(2015-2018)
4 декабря Крис Мартин заявил в интервью Zane Lowe на BBC Radio 1, что Coldplay находятся на половине работы над своим седьмым альбомом. 11 декабря 2014 года группа выпустила сингл «Miracles», который является саундтреком к фильму Анджелины Джоли «Несломленный».
26 сентября 2015 года группа выступила на Global Citizen Festival 2015 в Нью-Йорке, сыграв шесть песен, включая новую песню под названием «Amazing Day». 4 декабря 2015 года группа выпустила свой седьмой альбом A Head Full of Dreams. Накануне вечером, 3 декабря, группа дала двухчасовой концерт, организованный BBC Radio 1 в Церкви Святого Джона в Хэкни.
В июле 2017 года был выпущен Kaleidoscope EP.

### Everyday Life(2019-2020)
26 сентября 2019 года Global Citizen объявило, что Coldplay выступят на Global Goal Live: The Possible Dream 26 сентября 2020 года. В письме, отправленном фанатам в октябре 2019 года, группа объявила, что их восьмой студийный альбом будет двойным и будет называться Everyday Life, несмотря на то, что ранее намечалось, что A Head Full of Dreams станет их последним студийным альбомом. Треки с альбома были показаны в рекламных объявлениях в местных британских газетах участников группы, в том числе в North Wales Daily Post (где Джонни Бакленд работал в отпуске) и Exeter's Express & Echo (газета из родного города Криса Мартина). Альбом вышел 22 ноября 2019 года и ознаменовался двойным концертом в Аммане, Иордания. Концерт, который транслировался в прямом эфире на YouTube, проходил на рассвете и закате, что соответствует субтитрам к двум частям альбома. Мартин ранее сказал, что группа не будет гастролировать в поддержку альбома, пока они не смогут выяснить, «как наши гастроли могут быть не только устойчивыми (но) как они могут быть активно полезными», и надеются, что они будут полностью углеродно-нейтральными. Coldplay выпустили альбом, представив разовое шоу для благотворительной организации ClientEarth в Музее естественной истории в Лондоне. Группа играла под управлением Хоуп, гигантского 128-летнего скелета синего кита в большом зале музея

### Music of the Spheresи Moon Music(2021 — наши дни)
21 апреля 2021 года Coldplay анонсировали новый сингл под названием «Higher Power», который выйдет 7 мая 2021 года, а прямая трансляция, которая будет вестись во время выпуска сингла, будет транслироваться с борта МКС. Крис Мартин заявил в интервью с Зейном Лоу, что группа будет работать с Максом Мартином и его командой как над песней, так и над новым альбомом. Он сказал: «Макс сейчас наш продюсер во всём, что мы делаем». 4 мая 2021 года Coldplay выступили на церемонии вручения премии Brit Awards, где исполнили «Higher Power».
22 мая 2021 года на фестивале в Гластонбери транслировалось предварительно записанное выступление группы. 8 июня 2021 года на YouTube состоялась премьера официального видеоклипа на песню «Higher Power». Режиссёром клипа выступил Дэйв Мейерс. 20 июля 2021 года Coldplay объявили, что их новый альбом Music of the Spheres будет выпущен 15 октября 2021 года, а также анонсирован трек под названием «Coloratura», который был выпущен 23 июля 2021 года.
13 сентября 2021 года Coldplay, совместно с южнокорейской поп-группой BTS анонсировали второй сингл с альбома под названием «My Universe», который был выпущен 24 сентября 2021 года. Песня дебютировала на третьем месте в UK Singles Chart, став самым популярным синглом Coldplay со времён «Something Just Like This» и дебютировала на первом месте в американском Billboard Hot 100. 26 сентября 2021 был на официальном канале BTS в YouTube выпущен короткий документальный фильм о сотрудничестве Coldplay и BTS.
Music of the Spheres дебютировал на первой строчке в UK Albums Chart, став самым продаваемым альбомом в стране со времён «No.6 Collaborations Project» Эда Ширана в 2019 году. Альбом дебютировал на четвёртой строчке в американском хит-параде Billboard 200 и достиг первой строчки как в хит-парадах «Лучшие альтернативные альбомы», так и в хит-парадах «Лучшие рок-альбомы». 14 октября 2021 года Coldplay объявили о своём восьмом концертном туре: «Music of the Spheres World Tour», который начался в марте 2022 года в Сан-Хосе, Коста-Рика и продолжается до сих пор.
В июне 2024 года группа в пятый раз стала хедлайнером фестиваля Гластонбери. Вместе с музыкантами песни «Fix You» и «Humankind» сыграл на гитаре актёр Майкл Джей Фокс, находящийся в инвалидном кресле из-за болезни Паркинсона. Крис Мартин во время выступления сообщил, что именно Фокс, сыгравший молодого гитариста Марти Макфлая в культовом фильме «Назад в будущее», вдохновил их на создание рок-группы.
13 июня 2024 года Coldplay анонсировали "Feelslikeimfallinginlove" в качестве ведущего сингла для Moon Music. Подробности об альбоме были опубликованы в социальных сетях, релиз запланирован на 4 октября. Обложки для компакт-дисков и винила были изготовлены из переработанного поликарбоната и ПЭТ-пластика соответственно. Две недели спустя группа в пятый раз стала хедлайнером фестиваля в Гластонбери, продлив рекорд, установленный в июне 2016 года. Среди гостей были Victoria Canal, Майкл Джей Фокс и Лаура Мвула. Они также показали "We Pray" с участием Литтл Симз, Бурна Боя, Элианны и Тини. Она была выпущена в качестве второго сингла 23 августа. Во время своего пребывания в Риме в рамках мирового турне Music of the Spheres группа представила премьеру "Good Feelings" с участием Эйры Старр.
Moon Music занял первое место в 16 странах, обойдя по продажам остальные 40 лучших альбомов в Великобритании. Альбом также возглавил Billboard 200 в Соединенных Штатах, что стало первым случаем, когда британская группа возглавила оба чарта одновременно с 2016 года. Его визуальный компаньон, получивший название "Фильм будущего", был выпущен в январе 2025 года. В течение одного месяца Coldplay провели два концерта на стадионе "Нарендра Моди", что стало рекордной посещаемостью стадиона в 21 веке - более 111 000 человек каждый вечер.
В начале 2025 года Мировой тур Music of the Spheres установил новый рекорд по количеству проданных билетов (10,3 миллиона) и обошел предыдущего рекордсмена — The Eras Tour Тейлор Свифт. К этому времени тур Coldplay все еще уступал туру Свифт по сборам (The Eras Tour собрал 2,08 млрд долларов).

## Состав группы
- Крис Мартин (Chris Martin) — вокал, клавишные, ритм-гитара, губная гармоника;
- Джонни Баклэнд (Jonny Buckland) — соло-гитара, бэк-вокал;
- Гай Берримен (Guy Berryman) — бас-гитара, синтезатор, акустическая гитара, губная гармоника, бэк-вокал;
- Уилл Чемпион (Will Champion) — ударные, клавишные, бэк-вокал.
- Фил Харви – менеджер (1998–2002), творческий директор (2006– н. в. )

## Музыкальный стиль
Coldplay невероятно разнообразила своё музыкальное направление за последние двадцать лет. Из-за того, что группа добавляла большие элементы поп-музыки, их часто величают, «не роковыми»; слишком «роковые» для попсы — слишком «попсовые» для рока. Первый альбом Parachutes «своей искренней и неподдельной мелодией следует по всем правилам написания поп-песен» — писал критик онлайн-издания AllMusic Уилсон Маккензи. Однако следуя из остальных обзоров на альбом, он описан как альтернативный рок, пост-брит-поп и поп-рок с элементами инди-рока.
Фронтмен Крис Мартин однажды провозгласил музыку группы как «limestone rock» в сравнении с «hard rock».

## Отзывы критиков
Николай Овчинников (Афиша Daily) в обзоре альбома Everyday Life написал: «Coldplay нулевых и первой половины десятых говорили прежде всего с тобой лично, на своём примере показывая, как пережить самые тяжёлые моменты. Coldplay конца десятых — это просьба пожалеть и понять людей, которым хуже, чем тебе. Это страница с призывом внести пожертвование, желательно регулярное, оформленная весьма неубедительно и почему‑то с госпел-хором на заднем плане».

## Дискография
- Parachutes (2000)
- A Rush of Blood to the Head (2002)
- X&Y (2005)
- Viva la Vida or Death and All His Friends (2008)
- Mylo Xyloto (2011)
- Ghost Stories (2014)
- A Head Full of Dreams (2015)
- Everyday Life (2019)
- Music of the Spheres (2021)[80][81]
- Moon Music (2024)

## Туры
- Parachutes Tour[англ.] (2000—2001)
- A Rush of Blood to the Head Tour[англ.] (2002—2003)
- Twisted Logic Tour[англ.] (2005—2007)
- Viva La Vida Tour[англ.] (2008—2010)
- Mylo Xyloto Tour[англ.] (2011—2012)
- Ghost Stories Tour[англ.] (2014)
- A Head Full Of Dreams Tour[англ.] (2016—2017)
- Music Of The Spheres Tour (2022 — ...)

## Награды

### ПризыGrammy
- 2002 — Best Alternative Album — Parachutes
- 2003 — Best Alternative Album — A Rush Of Blood To The Head
- 2003 — Best Rock Vocal Performance By A Duo Or Group — In My Place
- 2004 — Record Of The Year — Clocks
- 2009 — Song Of The Year — Viva La Vida
- 2009 — Best Pop Performance By A Duo Or Group With Vocals — Viva La Vida
- 2009 — Best Rock Album — Viva La Vida Or Death And All His Friends

### Номинации Грэмми|Grammy
- 2002 — Best Rock Song — Yellow
- 2002 — Best Rock Vocal Performance By A Duo Or Group — Yellow
- 2004 — Best Music Video, Short Form — The Scientist
- 2005 — Best Music Video, Long Form — Coldplay Live 2003
- 2006 — Best Rock Vocal Performance By A Duo Or Group — Speed Of Sound
- 2006 — Best Rock Song — Speed Of Sound
- 2006 — Best Rock Album — X&Y
- 2007 — Best Rock Vocal Performance By A Duo Or Group — Talk
- 2009 — Record Of The Year — Viva La Vida
- 2009 — Album Of The Year — Viva La Vida or Death And All His Friends
- 2009 — Best Pop Performance by a Duo or Group with Vocals — Viva La Vida
- 2009 — Best Rock Performance by a Duo or Group with Vocals — Violet Hill
- 2009 — Best Rock Song — Violet Hill
- 2012 — Best Pop Duo/Group Performance — Paradise
- 2012 — Best Rock Performance — Every Teardrop Is a Waterfall
- 2013 — Best Rock Album — Mylo Xyloto
- 2013 — Best Rock Performance — Charlie Brown
- 2014 — Best Song Written for Visual Media — Atlas
- 2014 — Best Music Film — Live 2012
- 2018 — Best Pop Vocal Album — Kaleidoscope EP
- 2019 — Everyday Life